# Frankfurter Allgemeine Zeitung
O Frankfurter Allgemeine Zeitung (FAZ) é um jornal alemão de circulação nacional, fundado em 1949. É publicado diariamente, tendo sua sede em Frankfurt am Main. A edição dominical é o Frankfurter Allgemeine Sonntagszeitung. O FAZ tem uma circulação diária de mais de 306.779 exemplares (2014).